# Grupo Bimbo
Grupo Bimbo ist einer der weltweit größten Lebensmittelproduzenten mit Hauptsitz in Mexiko-Stadtund beschäftigte weltweit über 150.000 Mitarbeiter in 2025.
Das Unternehmen ist im Índice de Precios y Cotizaciones (IPC) an der Bolsa Mexicana de Valores gelistet.

Logo von 1986 bis 2015

## Name
Die Ursprünge des Namens "Grupo Bimbo" stammen laut Unternehmensgeschichte aus einer Kombination der Wörter Bingo und Bambi. Der Name wurde 1943 aus einer Liste möglicher Firmennamen ausgewählt. Später erfuhren die Gründer, dass "bimbo" im Italienischen auch "kleiner Junge" bedeutet und in anderen Sprachen ähnliche positive oder neutrale Bedeutungen hat. Die Wahl des Namens stand also in keinem Zusammenhang mit den in anderen Kontexten abwertenden oder rassistischen Bedeutungen des Wortes.
Grupo Bimbo steht in der Schweiz wegen seines Firmennamens in der Kritik, da das Wort „Bimbo“ im deutschsprachigen Raum als rassistische und abwertende Bezeichnung für Menschen mit dunkler Hautfarbe gilt. Das Schweizer Bundesverwaltungsgericht hat deshalb die Eintragung der Marke „Bimbo QSR“ abgelehnt. Auch die sexistische Bedeutung des Begriffs im Französischen wurde thematisiert. Das Argument von Grupo Bimbo, der Name stamme aus dem Italienischen  konnte das Gericht nicht überzeugen, da das durchschnittliche Sprachverständnis und gesellschaftliche Sensibilitäten entscheidend seien.

## Geschichte
Die Gründer von Grupo Bimbo waren Lorenzo Servitje, Roberto Servitje, Jaime Sendra, Alfonso Velasco, José T. Mata und Jaime Jorba. Ihre Motivation war es, eine moderne Bäckerei zu schaffen, die qualitativ hochwertiges, hygienisch verpacktes Brot herstellt und damit neue Standards auf dem mexikanischen Markt setzte.
Am 4. Juli 1945 erfolgte die formelle Gründung, am 2. Dezember desselben Jahres begann Panificación Bimbo, S.A., seine Tätigkeit in Mexiko-Stadt mit 34 Mitarbeitern.
Im Dezember 1956 wurde in Mexikos zweitgrößtem Ballungsraum Guadalajara unter der Bezeichnung Bimbo de Occidente (Bimbo West) ein zweiter Stammsitz eröffnet. Eine weitere Produktionsstelle folgte 1960 in Mexikos drittgrößtem Ballungsraum Monterrey unter der Bezeichnung Bimbo del Norte (BIMBO Nord).
1972 wurde in Azcapotzalco, Mexiko-Stadt, die größte Brotfabrik Lateinamerikas eröffnet, die weltweit zu den Top Ten zählt.
Seit 1980 werden die Aktien der Grupo Bimbo an Bolsa Mexicana de Valores  gehandelt.
Mit der Gründung von Bimbo Centroamérica in Guatemala 1989 betrat der mexikanische Backwarenproduzent erstmals internationales Terrain. 1991 folgte mit Gründung der Organización Latinoamericana (OLA) der Sprung nach Südamerika und 1998 mit dem Erwerb der führenden texanischen Brotfabrik Mrs. Baird in Fort Worth die Expansion in die USA.
2002 wurde die Gruppe neu strukturiert und alle Gesellschaften in vier Divisionen unterteilt: 
- Bimbo, S.A. vereint die Backwarenproduktion in Mexiko und Mittelamerika;
- Barcel, S.A. beinhaltet die Geschäftsstellen und den Handel mit Botanas (kleine, pikante Vorspeisen) und Ricolino (Schokolade);
- Bimbo Bakeries U.S.A. (BBU) versorgt den Markt in den USA;
- Organización Latinoamericana (OLA) versorgt den Markt in Südamerika.

2024 übernahm die Grupo Bimbo die slowenische Großbäckerei Don Don mit Tochtergesellschaften in mehreren Ländern Südosteuropas, mit insgesamt rund 2400 Mitarbeitern und einem Jahresumsatz von 190 Millionen Euro.

## Gegenwart
Grupo Bimbo verfügt über 105 Anlagen in 18 Ländern auf dem amerikanischen Kontinent, in Europa und Asien. Zu den wichtigsten Produkten zählen Brot, Brötchen, Kekse, Pasteten, abgepackte Ware, Tortillas, Snacks und Gebäck.
In vielen Ländern Lateinamerikas, wie zum Beispiel in Mexiko, ist Grupo Bimbo der größte Lebensmittelproduzent. Die Nettoerlöse beliefen sich im Berichtsjahr 2014 auf gut 10,5 Milliarden Euro.

## Sponsoring
Besonders im Fußball ist die Firma als Sponsor aktiv. So ist der Bimbo-Schriftzug auf den Trikots der mexikanischen Teams Deportivo Guadalajara, CF Monterrey und Club América, sowie auf den Trikots von Philadelphia Union aus den USA und Deportivo Saprissa aus Costa Rica zu finden. Darüber hinaus ist die Grupo Bimbo finanzieller Unterstützer und Namensgeber des südamerikanischen Fußballturniers Copa Bimbo.

## Preisabsprachen-Skandal in Kanada
Nach dem Kauf von Canada Bread im Jahr 2014 wirft Grupo Bimbo dem Verkäufer Maple Leaf Foods vor, wesentliche Informationen über ein bestehendes Preisabsprachen-System verschwiegen zu haben. Das führte zu einem Rechtsstreit mit gegenseitigen Klagen im Milliardenbereich.